# Hertha Klust
Hertha Klust (Berlín, 2 de juliol de 1907 - ibídem 23 de febrer de 1970) fou una pianista alemanya.
Tot i formar-se inicialment com a cantant (mezzo-soprano) va treballar des del 1949 com a pianista acompanyant a la Deutsche Oper de Berlín, malgrat la seva sordesa creixent, on més tard va formar com a professora un nombre important de cantants, incloent-hi la saragossana Pilar Lorengar. A les sales de concerts es va guanyar una bona reputació com a pianista acompanyant. A més d'acompanyar a Ernst Haefliger i a Josef Greindl, va ser pianista acompanyat del jove Dietrich Fischer-Dieskau, i junts van deixar enregistraments en la dècada dels 1950. Les actuacions conjuntes am Fischer-Dieskau van començar el juliol de 1948 al Titania-Palast de Berlín, amb una llegendària interpretació de la "La Bella Molinera" de Franz Schubert, i va arribar fins a la dècada de 1950. El 1954 va rebre el Berliner Kunstpreis (premi d'art de Berlín).

## Discografia (selecció)
Enregistraments amb Dietrich Fischer-Dieskau:
- Johannes Brahms: Vier ernste Gesänge (1949)
- Gustav Mahler: 3 lieder de "Des Knaben Wunderhorn" (1952)
- Johannes Brahms: Die schöne Magellone (1953)
- Franz Schubert: Die Winterreise (enregistrament de concert, 1953)
- Robert Schumann: Liederkreis, op. 39 (enregistrament en directe, 1954)
- Ludwig van Beethoven: Sis lieder sobre poemes de Gellert Op. 48, i 7 lieder sobre poemes de Goethe (1955)
- Robert Schumann: Liederkreis, op. 24, i "Der arme Peter", op. 53,3 (1956)

- Hugo Wolf: lieder de la Italienischen Liederbuch (1948 - 53)

Enregistrament amb Ernst Haefliger:
- Recital de lieder (lieder de Schumann, Schoeck, Kodály, i Wolf, 1958)

Enregistraments amb Josef Greindl:
- Carl Loewe: Balades (1951)
- Franz Schubert: Die Winterreise (1957)